# Baikalsee
Der Baikalsee (russisch о́зеро Байка́л osero Baikal, burjatisch Байгал Bajgal; im Deutschen wie im Russischen oft nur (der) Baikal genannt) ist ein See in Sibirien, im asiatischen Teil Russlands. Er ist mit 1642 Metern (an der von Leonid Kolotilo 1983 entdeckten tiefsten Stelle) der tiefste, mit mehr als 25 Millionen Jahren der älteste und zudem auch der wasserreichste Süßwassersee der Erde. Sein Abfluss, die Angara, fließt über den Jenissei in die Karasee des Polarmeeres. 1996 wurde die Baikal-Region von der UNESCO zum Weltnaturerbe erklärt.
Der Asteroid des inneren Hauptgürtels (2776) Baikal ist nach dem See benannt.

## Geographie

### Lage
Der Baikalsee befindet sich in den Südsibirischen Gebirgen auf der Grenze zwischen der Oblast Irkutsk am westlichen und nördlichen Ufer und der Republik Burjatien am östlichen und südlichen Ufer. Zu den Hochgebirgen, die den See umrahmen, zählen das Baikalgebirge am West- und Nordwestufer, das Stanowoihochland im Nordosten, das Bargusingebirge und das Ulan-Burgassy-Gebirge am Ostufer, das Chamar-Daban-Gebirge im Süden sowie der Ostsajan, der sich südwestlich des Sees erhebt.

### Geographische Dimensionen
Der Baikalsee ist mit 1642 m der tiefste See der Erde. Seine auf 455,5 m Höhe über dem Meeresspiegel gelegene Wasseroberfläche ist 31.722 km² (anderen Angaben zufolge 31.500 km²) groß. Der See besitzt eine Uferlänge von rund 2125 km, ist vom Südwesten zum Nordosten 673 km lang (Mittellinie des Baikals) und maximal 82 km breit. Seine durchschnittliche Breite beträgt 48 km.

### Klima und Eisgang
Rund um den Baikalsee herrscht ein relativ mildes, kontinentales Nadelwaldklima. Es gibt jährlich etwa 2000 Sonnenstunden, wobei der Dezember mit 77 der sonnenärmste und der Juni mit 275 Sonnenstunden der sonnenreichste Monat ist. Es gibt jährlich etwa 450 mm Niederschlag, wobei im Februar 9 mm Niederschlag fallen und im Juli 120 mm.

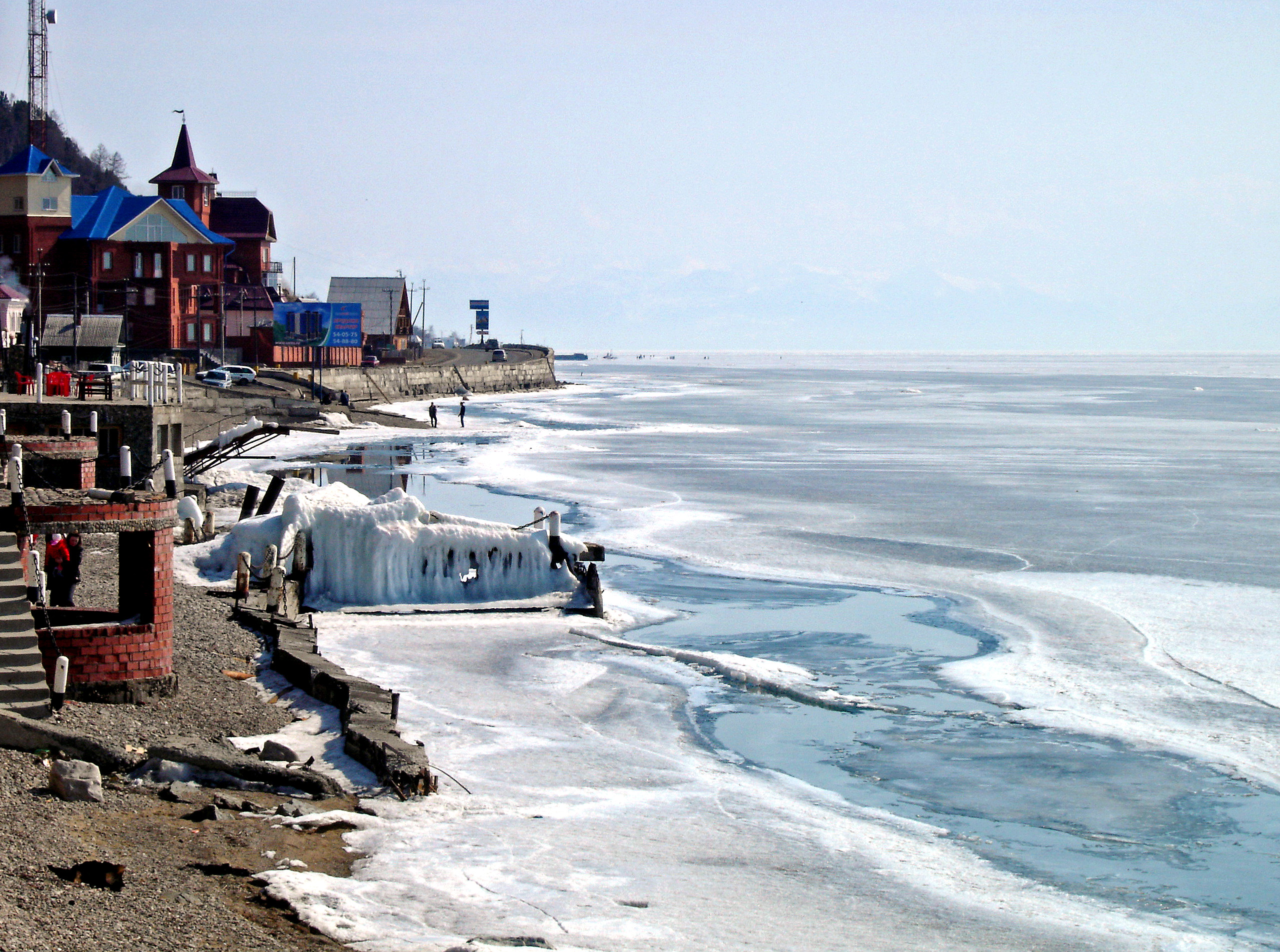
Der Baikalsee bei Listwjanka (April 2008)

Die Winter (November bis März) sind mit Durchschnittstemperaturen um −20 °C trocken-kalt, es herrscht von Anfang November bis Ende März Dauerfrost. In den Bergen rund um den See liegt von Mitte September bis Ende Juni Schnee, in den Tälern von Mitte November bis Anfang April. Die Temperaturen können bis auf etwa −50 °C fallen.
Der Frühling (April/Mai) und der Herbst (September/Oktober) sind mit jeweils nur zwei Monaten kurz. Nachtfrost kann es bis in den Juni hinein geben und dann bereits wieder ab Ende August.
Die Sommer (Juni bis August) sind mit Durchschnittswerten um 15 °C und Tagestemperaturen häufig über 20 °C relativ warm. In dieser Zeit fällt auch der meiste Regen.
Wegen der enormen Wassermenge des Sees steigt die Wassertemperatur selbst im Juli und August kaum über 10 °C. Etwa von Mitte November bis Anfang Mai ist die Oberfläche meist komplett zugefroren.

### Hydrologie

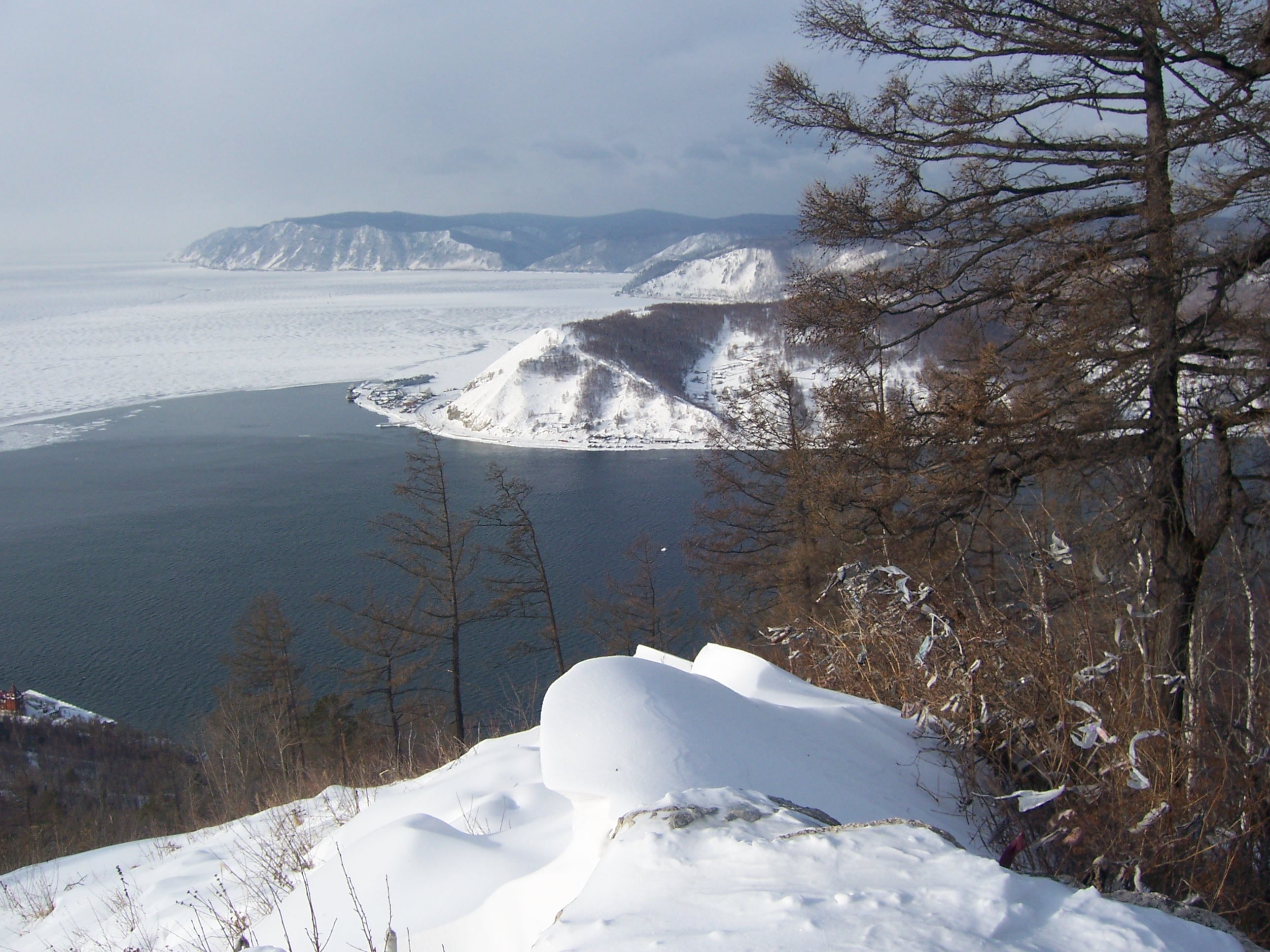
Blick vom Tscherski-Fels auf den Ursprung der Angara im Baikalsee, inklusive Schamanenstein

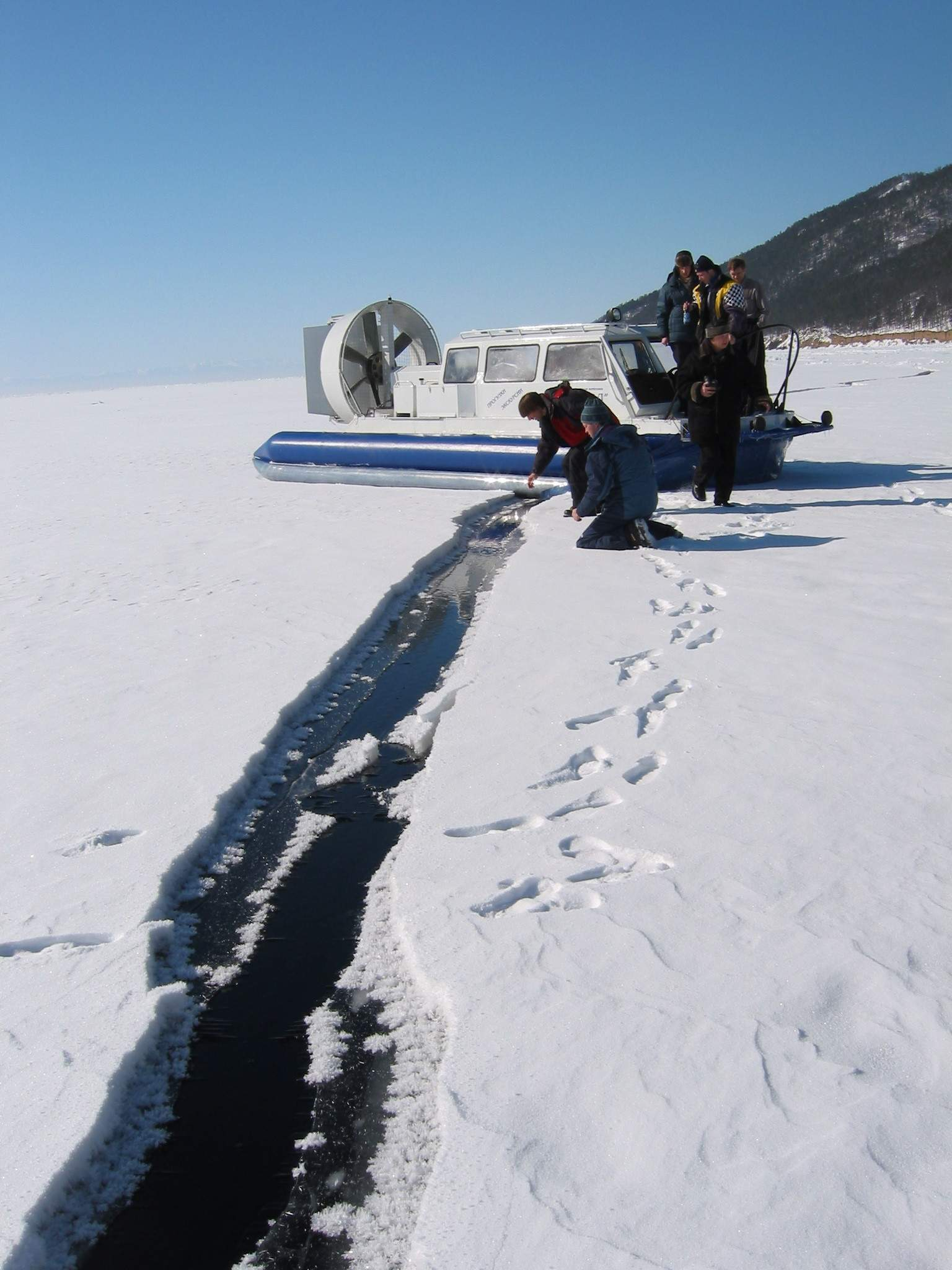
Untersuchung der Eisdecke

Der Baikal bildet das größte Reservoir flüssigen Süßwassers der Erde mit etwa einem Fünftel der flüssigen Süßwasserreserven. Der See hat ein Volumen von 23.615,39 km³, welches damit größer ist als das der Ostsee und etwa dem 480-fachen Wasserinhalt des Bodensees entspricht. Das Einzugsgebiet des Sees umfasst mit seinen Zuflüssen etwa 571.000 km².
Gespeist wird der Baikalsee von 336 Flüssen und unzähligen Bächen. Die größten Zuflüsse sind die Obere Angara, die Selenga und der Bargusin. Die Angara ist der Abfluss des Sees und einer der großen Flüsse Sibiriens.
Erdgeschichtlich hatte der See seinen Abfluss früher an zwei anderen Stellen: Zunächst befand er sich etwas nördlich der heutigen Angara und hatte Anschluss an das Bett der heutigen Lena. Durch Gebirgsbildung (Baikalgebirge) wurde dieser Abfluss versperrt. Der zweite Abfluss lag weiter südlich. Durch ein Erdbeben vor etwa 16.000 Jahren wurde auch dieser verschlossen.
Im April 2015 lag die Wasseroberfläche des Sees mit 455,89 m über dem Meeresspiegel nur geringfügig höher als beim bisher festgestellten Rekordtief von 455,30 m, gemessen im April 1982. Nach Angaben des russischen Ministeriums für Zivilverteidigung lag das Niveau des Wasserzustroms im Sommer und Herbst 2014 bei nur 67 % des Normwertes.
Die Mongolei will am Baikal-Zufluss Selenga acht Kraftwerke errichten.

### Vergleich mit den Großen Seen Nordamerikas
Die Großen Seen Nordamerikas (Eriesee, Huronsee, Michigansee, Oberer See und Ontariosee) erreichen zusammen ein Wasservolumen von etwa 22.680 km³, was knapp dem des Baikalsees entspricht, und enthalten somit das zweite Fünftel aller flüssigen Süßwasserreserven der Erde. Hingegen ist die Oberfläche der Großen Seen mit insgesamt etwa 244.300 km² über siebeneinhalbmal so groß wie die des Baikalsees.

### Vergleich mit Kaspischem Meer
Das Kaspische Meer, das mit 386.400 km² Wasserfläche und 78.700 km³ Volumen als größter See der Erde gilt, ist in diesen beiden Dimensionen jeweils mehrfach größer als der Baikalsee. Jedoch ist das Wasser des Kaspischen Meeres gegenüber jenem des Baikalsees kein reines Süßwasser, auch wenn der Salzgehalt geringer ist als in den Ozeanen.

### Baikal-Graben
Der Baikalsee ist Teil eines kontinentalen Grabenbruchs. Der Baikal-Graben ist über Jahrmillionen von einer Schwächungszone zu einem Grabenbruch geworden und erweitert und vertieft sich nach wie vor um jeweils etwa 2 cm pro Jahr.
Weil hier die Eurasische und die Amurplatte auseinanderdriften, entstehen Risse in der Erdkruste. Bedingt wird dies durch die Kollision der weit südlich vorgelagerten Indischen Platte, die wie ein Keil die beiden vorgenannten Platten auseinanderdrückt. Die Zone des Baikal-Grabens mit der größten Schwächung liegt im Bereich des Baikalsees.
Der Riss, in dem der See liegt, ist etwa 1600 km lang, fast 6 km tief und mit Sedimenten aufgefüllt. Daher reicht der Baikalsee „nur“ bis in 1642 m Tiefe. Damit befindet sich im tiefsten See der Erde auch deren tiefste Kryptodepression.
Eine Vielzahl von Thermalquellen und gesteigerte seismische Aktivität deuten darauf hin, dass die Erdkruste in dieser Region sehr aktiv ist.

### Inselwelt
Im Baikalsee befinden sich 22 größere Inseln und an seinem Ufer zahlreiche Eilande und aus dem Wasser ragende Felsen. Seine größte Insel ist Olchon (Ol'chon; nahe dem Westufer; 730 km² groß und 72 km lang), deren Berge bis 1276 m hoch sind (821 m über dem Spiegel des Sees). Die größte Halbinsel des Sees ist Swjatoi Nos am Ostufer (wörtlich „Heilige Nase“, wobei Nos im Russischen häufig für Landspitzen oder Kaps steht), deren Berge bis 1636 m hoch aufragen (1181 m über den Spiegel des Sees) und der etwa in der Seemitte die Uschkanji-Inseln vorgelagert sind. Die aus Schwemmsand bestehende und von Zerstörung bedrohte Insel Jarki am Nordende des Gewässers trennt das Delta der Flüsse Kitschera und Obere Angara vom Rest des Sees ab.

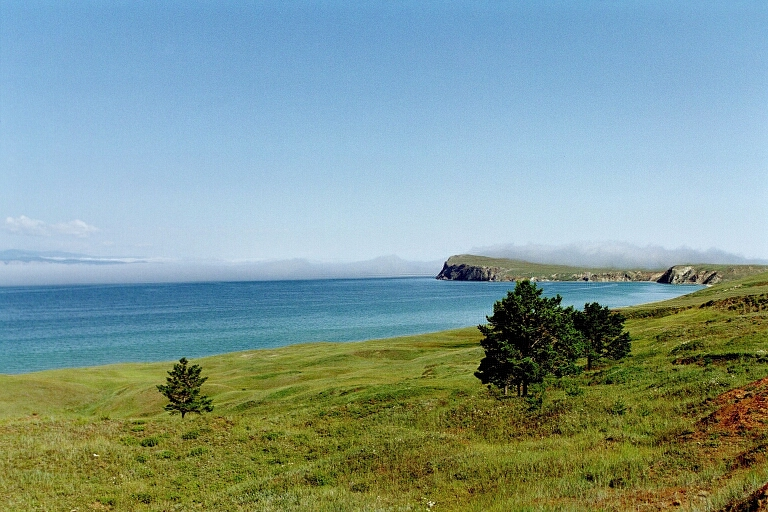
Insel Olchon, Blick nach Südosten bzw. Gremjatschinsk
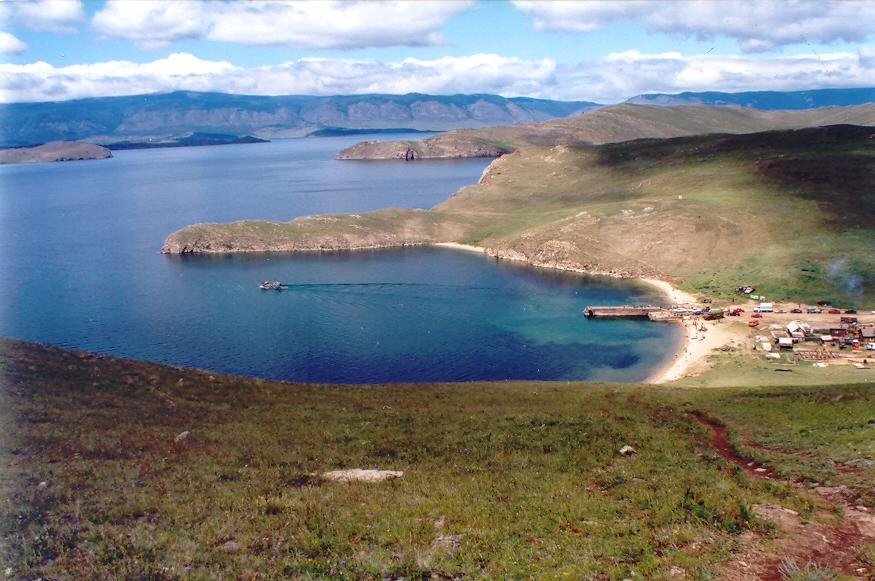
Insel Olchon (Ol'chon)
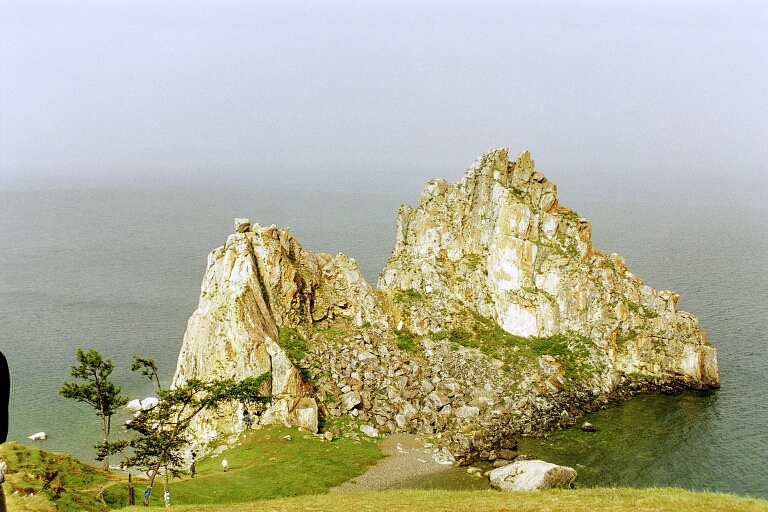
Insel Olchon, bei Schamanka

## Industrie

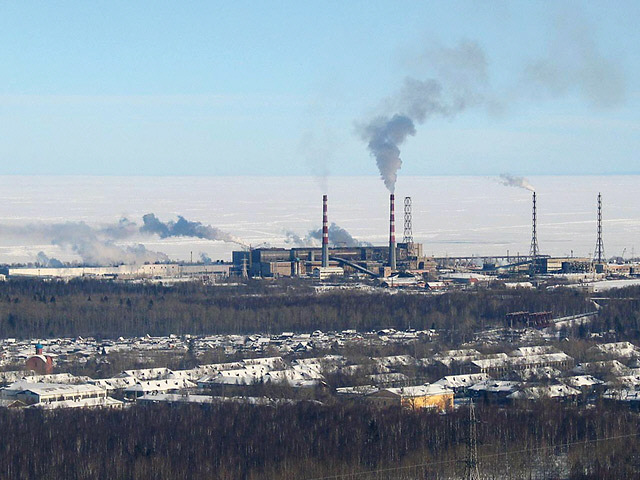
Die Papier- und Zellstofffabrik Baikalsk am Ufer des Baikalsees

Nach dem Zweiten Weltkrieg wurde die Industrialisierung in der Umgebung des Sees vorangetrieben, was vor allem durch die Transsibirische Eisenbahn und die Baikal-Amur-Magistrale ermöglicht wurde. Dazu baute man Papier- und Zellstofffabriken bei Baikalsk (1966) und Selenginsk. Man begann zudem damit, den See exzessiv zu befischen. Durch die zunehmende Industrialisierung wuchsen auch die Städte am Seeufer, insbesondere Baikalsk. Die Abwässer der Stadt und der Industrie werden ungereinigt in den Baikalsee geleitet. Beides trägt erheblich zu einer Belastung der dortigen Umwelt bei, also des Seewassers wie auch der Böden und der Luft.
Die Papier- und Zellstofffabrik bei Baikalsk erhielt 2003 einen Kredit der Weltbank, Angaben von Greenpeace zufolge in Höhe von 22,4 Millionen US-Dollar, um die damals mit 33,5 Millionen US-Dollar veranschlagte Modernisierung des Werkes mitzufinanzieren. Da die Umsetzung des Umbauplanes mangelhaft geblieben war, zog die Weltbank 2005 den Kredit wieder zurück. Der Gouverneur des Gebiets Irkutsk versprach 2009 die Schließung des Werkes. Diese Entscheidung wurde jedoch von Ministerpräsident Putin revidiert, was zum Protest durch Umweltexperten führte. Die Schließung der Fabrik erfolgte 2012. Ein kleiner Teil der Anlage wird noch zur Erzeugung von Warmwasser und Fernwärme für die Ortschaft Baikalsk genutzt. Die Anzahl der Einwohner in Baikalsk geht aufgrund der Schließung zurück.
Das Landschaftsbild am Baikalsee wird bedroht durch die Nutzung von Wäldern in Form von Kahlhieben, die das Erscheinungsbild in der Nähe des Sees stark verändern. Das Ufer wird zunehmend mit Datschas reicher Russen bebaut, oft unter der Umgehung von nationalen oder regionalen Gesetzen zum Natur- und Landschaftsschutz.

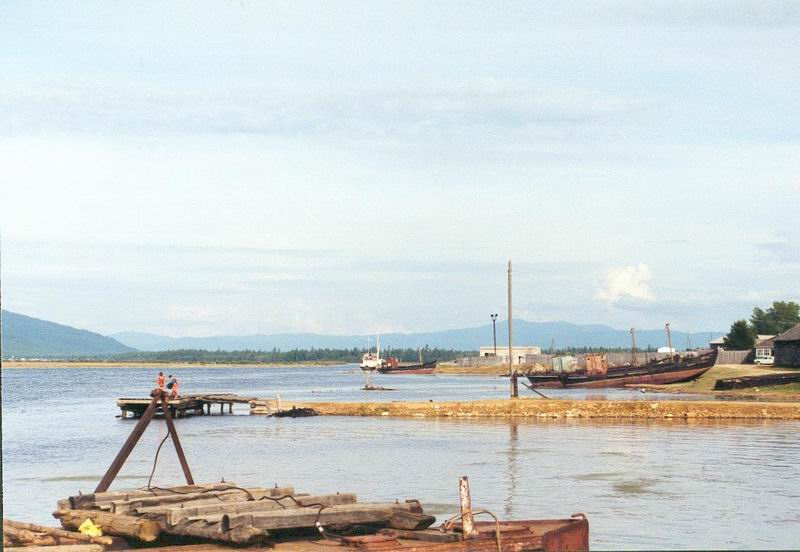
Bargusin-Mündung bei Ust-Bargusin am Westufer

## Naturschutz
Um der Zerstörung der Landschaft und der Natur der Baikalregion entgegenzuwirken, wurden vielerorts Naturschutzgebiete und teils auch Nationalparks eingerichtet. Am mittleren Westufer des Baikalsees befindet sich das Baikal-Lena-Naturreservat, am gegenüber liegenden breitet sich das Bargusin-Naturreservat aus, an welches sich südlich der Transbaikal-Nationalpark anschließt. Am Südende des Sees wurde das Baikal-Naturreservat eingerichtet. Von der am Westufer gelegenen Insel Olchon bis wenige Kilometer vor das Südende des Sees breitet sich der Cisbaikal-Nationalpark aus. Außerdem ist der Baikalsee gänzlich von einer Küstenschutzzone umgeben.
Im Jahr 1996 wurde die Baikalregion von der UNESCO in die Liste des Welterbes als Weltnaturerbe aufgenommen. An 23 von 24 seither vergangenen Sitzungen waren der See und dessen Gefährdung, respektive die Gefahr dessen allfälliger Löschung aus dem Welterbe ein Thema.
Auf der 730 Quadratkilometer großen Insel Olchon beaufsichtigte im Jahr 2017 ein einziger Nationalparkranger die Einhaltung der Nationalparkregeln, trotz einer Vervielfachung der Besucher seit 2006.

## Infrastruktur

### Ortschaften

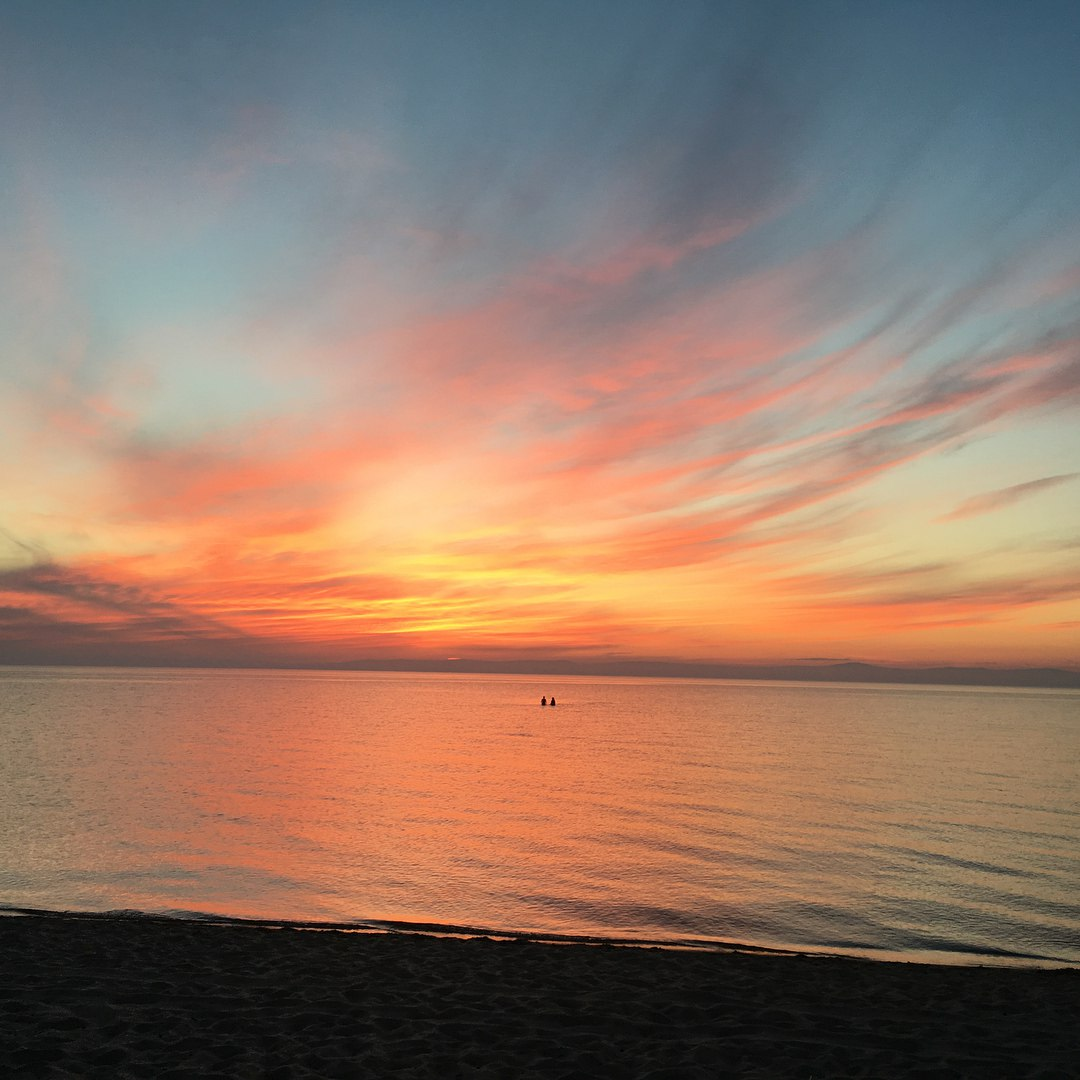
Sonnenuntergang auf dem See

Zu den Ortschaften am Seeufer und nahe dem Baikalsee zählen:
- Babuschkin – Kleinstadt am Südostufer
- Baikalsk – am äußersten Südufer
- Baikalskoje – am Nordwestufer, Verwaltungszentrum des Baikal-Ewenken-Nationalrajons
- Chuschir – auf der Insel Olchon
- Irkutsk – abseits des Südwestufers, an der Angara (60 km flussabwärts)
- Listwjanka liegt 70 km südöstlich von Irkutsk an der Stelle, wo die Angara aus dem Baikalsee fließt
- Nischneangarsk – am Nordende, Verwaltungszentrum des Rajons Sewerobaikalsk
- Selenginsk – abseits des Südostufers, am Mündungsdelta der Selenga (50 km flussaufwärts)
- Sewerobaikalsk – am Nordwestufer, gegenüber der Einmündung der Oberen Angara
- Sljudjanka – am Südwestende
- Ust-Bargusin – am Ostufer, an der Mündung des Bargusin

### Verkehr
Die unter anderen mit den oben genannten Ortschaften in der Regel noch verhältnismäßig dünn besiedelte Baikalregion, insbesondere die Gegend am Baikalsee, ist meist nur mit wenigen Straßen in Ufernähe erschlossen. Am Nordende wird der See von der Trasse der Baikal-Amur-Magistrale tangiert und im Süden von jener der Transsibirischen Eisenbahn. In Irkutsk und Ulan-Ude befinden sich wichtige Flugplätze.
Wenn der Baikalsee in der kalten Jahreszeit zugefroren ist, werden auf der Eisoberfläche „Zimnik“ genannte Eisstraßen angelegt. Einige Ortschaften am Baikal sowie die Inseln sind dann nur über diese Eispisten zu erreichen, auf denen oft meist junge Russen mit Autos „driften“ (schlittern), oder sie lassen sich auf einem Schlitten von einem Auto über die Eisfläche ziehen.

## Forschung

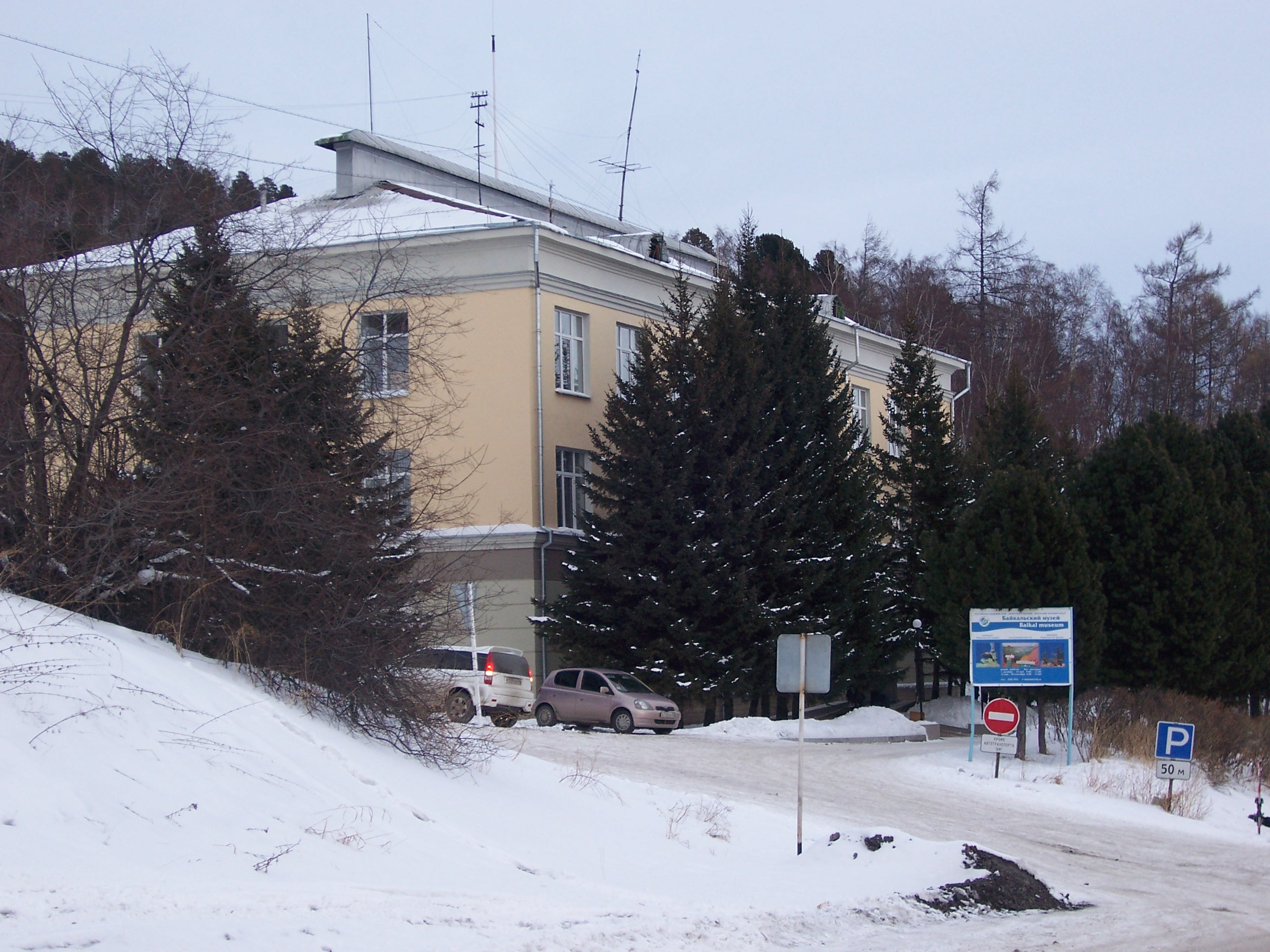
Baikal-Museum des Limnologischen Instituts

### Neutrinoteleskop
Im Baikalsee befindet sich in rund 1100 Metern Wassertiefe das Neutrinoteleskop Baikaler Unterwasserneutrinoteleskop (russisch Байкальский подводный нейтринный телескоп, englisch Baikal Deep Underwater Neutrino Telescope (BDUNT)). Die Anlage besteht aus 192 Lichtsensoren, welche zylinderförmig angeordnet sind (Höhe der Anlage 80 Meter, Durchmesser 50 Meter). Das Teleskop dient der Erforschung von Neutrinos. Ein Betrieb wird nur durch die große Menge reinen Wassers mit ausreichender Tiefe ermöglicht, wie sie auf der Welt nur hier zu finden ist.

### Limnologisches Institut
Das zum Irkutsker Wissenschaftszentrum gehörende Limnologische Institut der Sibirischen Abteilung der Russischen Akademie betreibt in Listwjanka ein Museum zur Flora und Fauna des Baikalsees.
Wissenschaftler dieses Instituts fanden auch eine Erklärung für das Phänomen der Eiskreise.

## Flora und Fauna

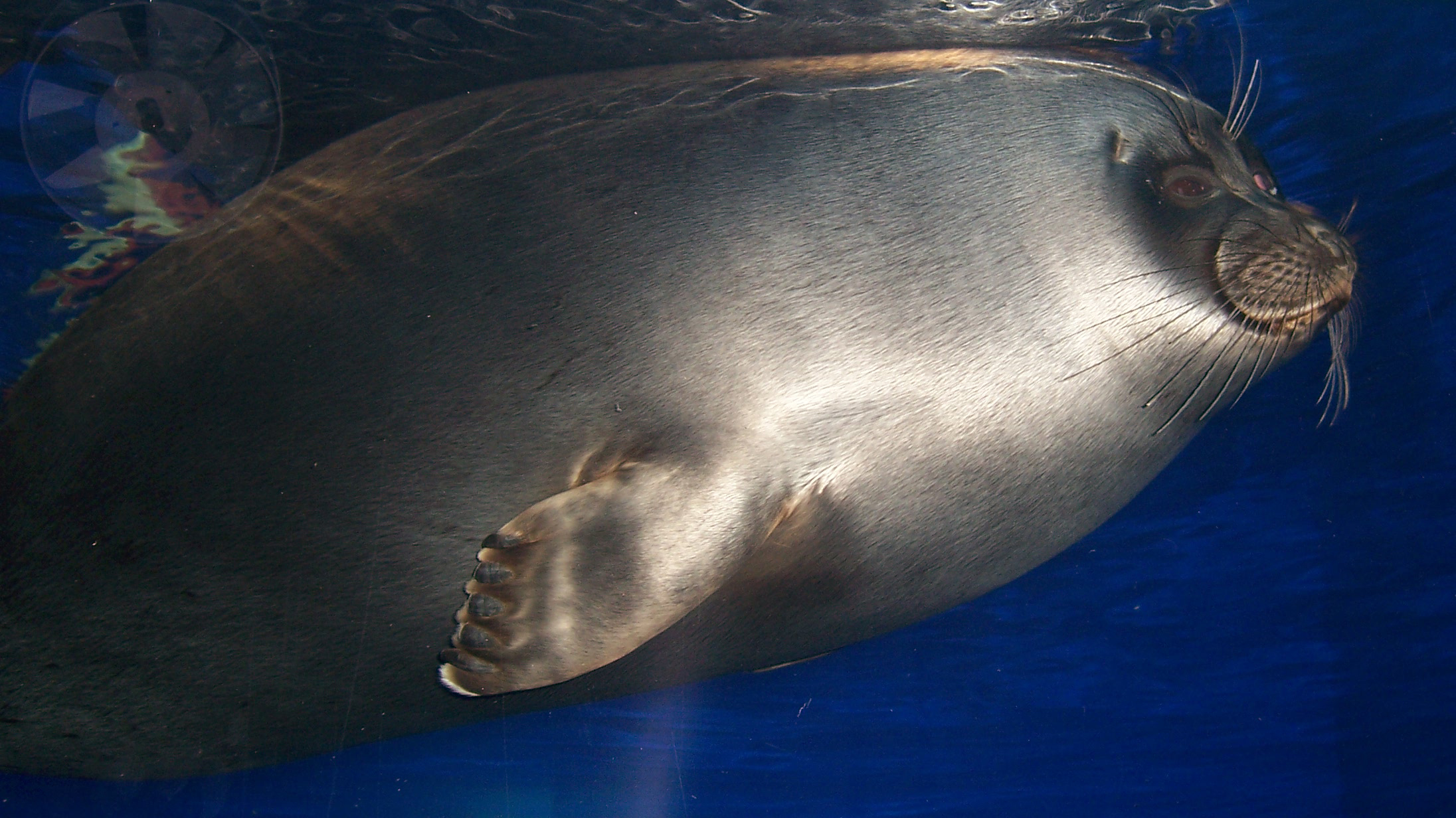
Baikalrobbe im Baikalmuseum von Listwjanka

Der Baikalsee und seine Umwelt weisen eine einzigartige Flora und Fauna auf: Etwa zwei Drittel der rund 1500 Tier- und 1000 Pflanzenarten sind endemisch, kommen also ausschließlich hier vor. Da der See stetig tiefer wird, hatten die Tiere viel Zeit zur Anpassung, wodurch auch in 1,6 km Tiefe ein hoher Artenreichtum anzutreffen ist.
Im umliegenden 20.000 km² großen Nationalpark findet man unter anderem Luchse, Bären, Hirsche und Wölfe.

### Endemische Fauna
Im Baikalsee lebt die einzige nur im Süßwasser vorkommende Robbenart, die Nerpa oder Baikalrobbe (Pusa sibirica). Seit der Entdeckung der Baikalrobbe ist es rätselhaft, wie diese Art den Baikalsee kolonisiert haben kann. Es besteht eine enge Verwandtschaft mit der Eismeer-Ringelrobbe (Pusa hispida hispida).
Das Wasser des Baikalsees wird ständig auf natürliche Weise geklärt, so dass es sehr sauber ist. Für seine Sauberhaltung sorgen winzige Flohkrebse (230 Arten, die 90 % der Biomasse des Sees ausmachen). Besonders hervorzuheben ist ein winziger Krebs, der Baikal-Epischura (Epischura baikalensis), der die kleinsten Algen und Bakterien vertilgt. Dieser Krebs ist nur eineinhalb Millimeter lang. Ein anderer, etwas größerer Flohkrebs, der von den ansässigen Einwohnern Jur genannt wird (Macrohectopus branickii), kann tote Fische, ertrunkene Insekten und sogar Landwirbeltiere vertilgen.

### Fischarten des Baikalsees
Der Omul, eine Maränenart, und die Golomjanki, die am tiefsten vorkommenden Süßwasserfische der Erde, kommen ebenfalls hier vor. Möglich wird dies unter anderem auch durch die niedrige Wassertemperatur des Sees, die an der Oberfläche im Jahresmittel nur etwa 7 °C beträgt. In kaltem Wasser kann mehr Sauerstoff gelöst werden. Die Temperatur des Wassers erhöhte sich allerdings zwischen 1977 und 2017 um 2 Grad. Wegen der Halbierung des Bestandes des Omul wurde dessen Fang im Oktober 2017 verboten. Insgesamt gibt es im Baikalsee mindestens 64 Fischarten, vor allem aus der Familie der Groppen, aber auch Karpfenfische, Lachsartige und andere. Die meisten Groppenarten sind endemisch. Die Datenbank FishBase verzeichnet in einer unvollständigen Liste die folgenden Fischarten:

#### Groppen
- Abyssocottus elochini, endemisch
- Abyssocottus gibbosus, endemisch
- Abyssocottus korotneffi, endemisch
- Asprocottus abyssalis, endemisch
- Asprocottus herzensteini, endemisch
- Asprocottus intermedius, endemisch
- Asprocottus korjakovi
- Asprocottus minor
- Asprocottus parmiferus, endemisch
- Asprocottus platycephalus, endemisch
- Asprocottus pulcher, endemisch
- Batrachocottus baicalensis
- Batrachocottus multiradiatus, endemisch
- Batrachocottus nikolskii, endemisch
- Batrachocottus talievi
- Großer Baikal-Ölfisch (Comephorus baikalensis), endemisch
- Kleiner Baikal-Ölfisch (Comephorus dybowskii), endemisch
- Cottinella boulengeri, endemisch
- Cottocomephorus alexandrae
- Cottocomephorus grewingkii, endemisch
- Cottocomephorus inermis, endemisch
- Cyphocottus eurystomus, endemisch
- Cyphocottus megalops, endemisch
- Leocottus kesslerii
- Limnocottus bergianus, endemisch
- Limnocottus godlewskii, endemisch
- Limnocottus griseus, endemisch
- Limnocottus pallidus
- Neocottus thermalis
- Neocottus werestschagini, endemisch
- Paracottus knerii
- Procottus gotoi
- Procottus gurwicii, endemisch
- Procottus jeittelesii, endemisch
- Procottus major

#### Karpfenfische
- Barbatula toni
- Cobitis melanoleuca melanoleuca
- Brachse (Abramis brama), eingeführt
- Karpfen (Cyprinus carpio)
- Gobio cynocephalus
- Leuciscus baicalensis
- Aland (Leuciscus idus)
- Hasel (Leuciscus leuciscus)
- Elritze (Phoxinus phoxinus)
- Sumpfelritze (Rhynchocypris percnurus)
- Rotauge (Rutilus rutilus)
- Schleie (Tinca tinca)

#### Lachsartige
- Lenok (Brachymystax lenok)
- Kleine Maräne (Coregonus albula), fraglich
- Coregonus autumnalis
- Coregonus baicalensis
- Omul (Coregonus migratorius)
- Peledmaräne (Coregonus peled), fraglich
- Kleine Bodenrenke (Coregonus pidschian)
- Taimen (Hucho taimen)
- Wandersaibling (Salvelinus alpinus erythrinus)
- Thymallus baicalensis
- Thymallus brevipinnis

#### Sonstige
- Sibirischer Stör (Acipenser baerii)
- Hecht (Esox lucius)
- Quappe (Lota lota)
- Amur-Wels (Silurus asotus), fraglich
- Amur-Schläfergrundel (Perccottus glenii)
- Flussbarsch (Perca fluviatilis)

## Tourismus und Sport
Das Dorf Listwjanka ist für den Tourismus mit Restaurants, Hotels sowie Verkehrswegen erschlossen. Aufgrund der hohen Belastung durch Besucher aus der nahen Großstadt Irkutsk gilt der See in der Uferzone um Listwjanka als ökologisch tot.
Ein um den Baikalsee führender Fernwanderweg, der Great Baikal Trail, entsteht seit 2003 durch Einsatz von Freiwilligen aus der ganzen Welt; auch im Sommer 2018 wurden weitere Bauetappen verwirklicht. 2009 wurde der Fernwanderweg Frolikha Adventure Coastline Track (F.A.C.T.) am Nordostufer des Sees ausgewiesen.
Wegen seiner niedrigen Wassertemperaturen ist der See nur an wenigen flachen Stellen badetauglich.
Auf der Grundlage des 2005 verabschiedeten Gesetzes zur Errichtung von Sonderwirtschaftszonen in Russland sind auch touristische Sonderwirtschaftszonen im Aufbau, von denen zwei am Baikalsee entstehen: Eine Zone entsteht am Westufer beim Dorf Bolschoje Goloustnoje, nördlich von Listwjanka, im Irkutsker Gebiet. Die Konzeption wurde im April 2009 bestätigt. Die zweite Zone ist seit 2007 in Burjatien am Ostufer in der Region zwischen den Dörfern Turka und Peski unmittelbar gegenüber der Insel Olchon im Aufbau.
Jedes Jahr im März findet der Baikal-Marathon statt, bei dem über den zugefrorenen See gelaufen wird.